# Taylor Townsend
Taylor Townsend (* 16. April 1996 in Chicago) ist eine US-amerikanische Tennisspielerin.

## Karriere
Mit sechs Jahren begann Townsend zunächst als Rechtshänderin mit dem Tennisspielen, bevor sie nach zwei Jahren umstellte und fortan ihre linke Hand als Schlaghand einsetzte.
Die US-Amerikanerin ist eine ehemalige Nummer eins der Junioren-Weltrangliste und gewann 2012 bei den Grand-Slam-Turnieren der Juniorinnen insgesamt vier Titel, einen im Einzel und drei im Doppel. Bei den Australian Open triumphierte sie sowohl im Einzel nach einem Endspielsieg über Julija Putinzewa, als auch im Anschluss im Doppel an der Seite von Gabrielle Faith Andrews. Gemeinsam mit Andrews gewann sie auch bei den US Open sowie zuvor an der Seite von Eugenie Bouchard in Wimbledon. 2013 kam sie beim Juniorinnen-Einzelwettbewerb der French Open noch einmal ins Viertelfinale sowie ins Endspiel von Wimbledon, verlor jedoch beide Male gegen Belinda Bencic.
Bereits 2011 debütierte sie in New York mit einer Wildcard ausgestattet in der Qualifikation, wo sie in der zweiten Runde ausschied. 2013 durfte sie in Washington erstmals im Hauptfeld eines WTA-Turniers starten, war dort jedoch gegen Monica Niculescu chancenlos. 2012 bekam sie als Weltranglistenführende bei den Juniorinnen überraschend keine Wildcard für das Hauptfeld der US Open. Als Konsequenz daraus beendete sie vorübergehend jegliche Zusammenarbeit mit Trainern des US-amerikanischen Tennisverbands. 2014 errang sie in Charlottesville und Indian Harbour ihre ersten ITF-Titel und stieß bei ihrer Premiere im Hauptfeld der French Open als Empfängerin einer Wildcard in die dritte Runde vor, in der sie sich Carla Suárez Navarro geschlagen geben musste. In Washington erzielte Townsend aus der Qualifikation kommend gegen Julia Görges ihren ersten Sieg auf der WTA Tour, auf den das Erreichen der zweiten Runde beim Premier-Mandatory-Turnier in Cincinnati folgte. Bei den US Open erreichte sie im Mixed-Wettbewerb mit Donald Young zusammen das Halbfinale. Anfang 2015 wurde Townsend nach einem Sieg in Auckland erstmals unter den Top 100 der Welt geführt, doch gelangen ihr bis zum Saisonende nur noch fünf weitere Siege, sodass sie das Jahr außerhalb der Top 300 abschloss.
2016 konnte sich Townsend nach guten Resultaten auf der ITF-Tour, auf der sie zum zweiten Mal das Turnier in Charlottesville gewann, und daneben im Finale von Dothan sowie Indian Harbour stand, wieder im Ranking nach vorne kämpfen. Zudem stand sie bei den US Open, an der Seite von Asia Muhammad mit einer Wildcard ins Hauptfeld gekommen, erstmals im Viertelfinale eines Grand-Slam-Turniers im Doppel, das sie gegen die späteren Siegerinnen Bethanie Mattek-Sands und Lucie Šafářová verloren. 2017 erreichte sie nach einem Erfolg über Roberta Vinci als Qualifikantin die dritte Runde von Miami, in der sie erst gegen Swetlana Kusnezowa ausschied. Nach drei weiteren Titeln auf der ITF-Tour, darunter ihr bis dahin größter beim $80.000-Turnier Waco, sowie der Teilnahme an der zweiten Runde in Cincinnati, ebenfalls aus der Qualifikation heraus, stand sie zwischenzeitlich wieder unter den besten 100 der Weltrangliste.
Im Jahr darauf spielte Townsend dann fast ausschließlich in den Vereinigten Staaten. Nur im Vorfeld der Australian Open sowie von Wimbledon verließ sie Amerika, um jeweils ein Vorbereitungsturnier zu bestreiten. Mit Ausnahme von Melbourne überstand sie in diesem Jahr bei allen Grand-Slam-Turnieren die erste Runde und errang außerdem drei weitere Titel auf der ITF-Tour, weshalb sie in diesem Jahr mit Platz 61 ihre bisher beste Weltranglistenposition erzielen und die Saison erstmals in den Top 100 im Ranking abschließen konnte.
Im Jahr 2019 trat Townsend trotz ihrer verbesserten Weltranglistenplatzierung, abgesehen von den Grand-Slam-Turnieren, nur ein einziges Mal außerhalb der USA auf, gleich zu Saisonbeginn in Auckland. Dennoch beendete sie die Saison erneut unter den Top 100 im Ranking und feierte ihre bislang größten Karriereerfolge: Sie gewann den Titel beim $100.000-Turnier in Charleston und zog bei den US Open erstmals in das Achtelfinale eines Grand-Slam-Turniers ein. Dabei schlug sie in der zweiten Runde mit Simona Halep erstmals eine Spielerin aus den Top 10 und überraschte viele Beobachter mit konsequentem Serve and Volley.
Gemeinsam mit ihrer Doppelpartnerin Muhammad gewann sie Anfang 2020 in Auckland ihren ersten WTA-Titel im Doppel und kam bei den Australian Open im Einzel erstmals in die zweite Runde.

### Fed Cup
2015 spielte sie beim 4:1-Viertelfinalerfolg über Argentinien mit einem siegreichen Doppel ihre bislang einzige Partie für die Fed-Cup-Mannschaft der Vereinigten Staaten. 2017 gewann sie zusammen mit Louisa Chirico und Gabrielle Andrews den Junioren-Fed-Cup. Im Endspiel schlugen sie das Team aus Russland mit 3:0.

## Privates
Im Oktober 2020 gab Townsend bekannt, dass sie schwanger sei und im März 2021 ihr erstes Kind erwarte. Am 14. März 2021 kam ihr Sohn Adyn Aubrey zur Welt.

## Turniersiege

### Einzel
| Nr. | Datum             | Turnier              | Kategorie   | Belag     | Finalgegnerin        | Ergebnis      |
| --- | ----------------- | -------------------- | ----------- | --------- | -------------------- | ------------- |
| 1.  | 27. April 2014    | Charlottesville (1)  | ITF $50.000 | Sand      | Montserrat González  | 6:2, 6:3      |
| 2.  | 4. Mai 2014       | Indian Harbour Beach | ITF $50.000 | Sand      | Julija Putinzewa     | 6:1, 6:1      |
| 3.  | 1. Mai 2016       | Charlottesville (2)  | ITF $50.000 | Sand      | Grace Min            | 7:5, 6:1      |
| 4.  | 15. Oktober 2017  | Sumter (1)           | ITF $25.000 | Hartplatz | Ulrikke Eikeri       | 6:2, 6:1      |
| 5.  | 22. Oktober 2017  | Florence             | ITF $25.000 | Hartplatz | Ysaline Bonaventure  | 6:1, 7:5      |
| 6.  | 12. November 2017 | Waco                 | ITF $80.000 | Hartplatz | Ajla Tomljanović     | 6:3, 2:6, 6:2 |
| 7.  | 22. April 2018    | Dothan               | ITF $80.000 | Sand      | Mariana Duque Mariño | 6:2, 2:6, 6:1 |
| 8.  | 6. Mai 2018       | Charleston (1)       | ITF $80.000 | Sand      | Madison Brengle      | 6:0, 6:4      |
| 9.  | 17. Juni 2018     | Sumter (2)           | ITF $25.000 | Hartplatz | Alize Lim            | kampflos      |
| 10. | 5. Mai 2019       | Charleston (2)       | ITF W100    | Sand      | Whitney Osuigwe      | 6:4, 6:4      |
| 11. | 1. Mai 2022       | Charleston (3)       | ITF W100    | Sand      | Wang Xiyu            | 6:3, 6:2      |
| 12. | 30. Oktober 2022  | Tyler                | ITF W80     | Hartplatz | Yuan Yue             | 6:4, 6:2      |
| 13. | 1. Oktober 2023   | Templeton            | ITF W60     | Hartplatz | Renata Zarazúa       | 6:3, 6:1      |
| 14. | 22. Oktober 2023  | Macon                | ITF W80     | Hartplatz | Panna Udvardy        | 6:3, 6:4      |

### Doppel
| Nr. | Datum             | Turnier                  | Kategorie         | Belag             | Partnerin           | Finalgegnerinnen                             | Ergebnis          |
| --- | ----------------- | ------------------------ | ----------------- | ----------------- | ------------------- | -------------------------------------------- | ----------------- |
| 1.  | 27. April 2014    | Charlottesville (1)      | ITF $50.000       | Sand              | Asia Muhammad       | Irina Falconi Maria Sanchez                  | 6:3, 6:1          |
| 2.  | 4. Mai 2014       | Indian Harbour Beach (1) | ITF $50.000       | Sand              | Asia Muhammad       | Jan Abaza Sanaz Marand                       | 6:2, 6:1          |
| 3.  | 31. Oktober 2014  | Toronto                  | ITF $50.000       | Hartplatz (Halle) | Maria Sanchez       | Gabriela Dabrowski Tatjana Maria             | 7:5, 4:6, [15:13] |
| 4.  | 10. Mai 2015      | Indian Harbour Beach (2) | ITF $50.000       | Sand              | Maria Sanchez       | Angelina Gabujewa Alexandra Stevenson        | 6:0, 6:1          |
| 5.  | 27. Februar 2016  | Rancho Santa Fe          | ITF $25.000       | Hartplatz         | Asia Muhammad       | Jessica Pegula Carol Zhao                    | 6:3, 6:4          |
| 6.  | 3. April 2016     | Osprey                   | ITF $50.000       | Hartplatz         | Asia Muhammad       | Louisa Chirico Katerina Stewart              | 6:1, 6:75, [10:4] |
| 7.  | 16. April 2016    | Pelham                   | ITF $25.000       | Sand              | Asia Muhammad       | Sophie Chang Caitlin Whoriskey               | 6:2, 6:3          |
| 8.  | 24. April 2016    | Dothan                   | ITF $50.000       | Sand              | Asia Muhammad       | Keri Wong Caitlin Whoriskey                  | 6:0, 6:1          |
| 9.  | 1. Mai 2016       | Charlottesville (2)      | ITF $50.000       | Sand              | Asia Muhammad       | Alexandra Panowa Shelby Rogers               | 7:64, 6:0         |
| 10. | 30. Oktober 2016  | Macon                    | ITF $50.000       | Hartplatz         | Michaëlla Krajicek  | Sabrina Santamaria Keri Wong                 | 3:6, 6:2, [10:6]  |
| 11. | 6. November 2016  | Scottsdale               | ITF $50.000       | Hartplatz         | Ingrid Neel         | Samantha Crawford Melanie Oudin              | 6:4, 6:3          |
| 12. | 13. November 2016 | Waco                     | ITF $50.000       | Hartplatz         | Michaëlla Krajicek  | Mihaela Buzarnescu Renata Zarazúa            | kampflos          |
| 13. | 14. Oktober 2017  | Sumter                   | ITF $25.000       | Hartplatz         | Jessica Pegula      | Alexandra Mueller Caitlin Whoriskey          | 4:6, 7:5, [10:5]  |
| 14. | 21. Oktober 2017  | Florence                 | ITF $25.000       | Hartplatz         | Maria Sanchez       | Tara Moore Amra Sadikovic                    | 6:1, 6:2          |
| 15. | 4. November 2017  | Tyler                    | ITF $80.000       | Hartplatz (Halle) | Jessica Pegula      | Jamie Loeb Rebecca Peterson                  | 6:4, 6:1          |
| 16. | 3. März 2018      | Indian Wells (1)         | WTA Challenger    | Hartplatz         | Yanina Wickmayer    | Jennifer Brady Vania King                    | 6:4, 6:4          |
| 17. | 28. April 2019    | Charlottesville (3)      | ITF W80           | Sand              | Asia Muhammad       | Lucie Hradecká Katarzyna Kawa                | 4:6, 7:5, [10:3]  |
| 18. | 4. Mai 2019       | Charleston               | ITF W100          | Sand              | Asia Muhammad       | Madison Brengle Lauren Davis                 | 6:2, 6:2          |
| 19. | 12. Januar 2020   | Auckland                 | WTA International | Hartplatz         | Asia Muhammad       | Serena Williams Caroline Wozniacki           | 6:4, 6:4          |
| 20. | 7. März 2020      | Indian Wells (2)         | WTA Challenger    | Hartplatz         | Asia Muhammad       | Catherine McNally Jessica Pegula             | 6:4, 6:4          |
| 21. | 7. Januar 2023    | Adelaide (1)             | WTA 500           | Hartplatz         | Asia Muhammad       | Storm Hunter Kateřina Siniaková              | 6:2, 7:62         |
| 22. | 13. Januar 2023   | Adelaide (2)             | WTA 500           | Hartplatz         | Luisa Stefani       | Anastassija Pawljutschenkowa Jelena Rybakina | 7:5, 7:63         |
| 23. | 19. August 2023   | Cincinnati               | WTA 1000          | Hartplatz         | Alycia Parks        | Nicole Melichar-Martinez Ellen Perez         | 6:71, 6:4, [10:6] |
| 24. | 12. Januar 2024   | Adelaide (3)             | WTA 500           | Hartplatz         | Beatriz Haddad Maia | Caroline Garcia Kristina Mladenovic          | 7:5, 6:3          |
| 25. | 13. Juli 2024     | Wimbledon                | Grand Slam        | Rasen             | Kateřina Siniaková  | Gabriela Dabrowski Erin Routliffe            | 7:65, 7:61        |
| 26. | 3. August 2024    | Washington               | WTA 500           | Hartplatz         | Asia Muhammad       | Jiang Xinyu Wu Fang-hsien                    | 7:60, 6:3         |
| 27. | 27. Januar 2025   | Australian Open          | Grand Slam        | Hartplatz         | Kateřina Siniaková  | Hsieh Su-wei Jeļena Ostapenko                | 6:2, 6:74, 6:3    |
| 28. | 22. Februar 2025  | Dubai                    | WTA 1000          | Hartplatz         | Kateřina Siniaková  | Hsieh Su-wei Jeļena Ostapenko                | 7:65, 6:4         |
| 29. | 26. Juli 2025     | Washington               | WTA 500           | Hartplatz         | Zhang Shuai         | Caroline Dolehide Sofia Kenin                | 6:1, 6:1          |

## Karrierestatistik und Turnierbilanz

### Dameneinzel
| Turnier         | 2011 | 2012 | 2013 | 2014 | 2015 | 2016 | 2017 | 2018 | 2019 | 2020 | 2021 | 2022 | 2023 | 2024 | 2025 | Karriere |
| --------------- | ---- | ---- | ---- | ---- | ---- | ---- | ---- | ---- | ---- | ---- | ---- | ---- | ---- | ---- | ---- | -------- |
| Australian Open | —    | —    | —    | —    | 1    | —    | Q3   | 1    | 1    | 2    | —    | —    | 2    | 1    | 1    | 2        |
| French Open     | —    | —    | —    | 3    | 1    | 2    | 2    | 2    | 1    | —    | —    | 1    | 1    | —    | 1    | 3        |
| Wimbledon       | —    | —    | —    | 1    | —    | Q2   | Q1   | 2    | 2    |      | —    | —    | Q3   | 1    | 1    | 2        |
| US Open         | Q2   | —    | Q3   | 1    | Q2   | 1    | 1    | 2    | AF   | 1    | —    | 1    | 3    | 2    |      | AF       |

Zeichenerklärung: S = Turniersieg; F, HF, VF, AF = Einzug ins Finale / Halbfinale / Viertelfinale / Achtelfinale; 1, 2, 3 = Ausscheiden in der 1. / 2. / 3. Hauptrunde; Q1, Q2, Q3 = Ausscheiden in der 1. / 2. / 3. Qualifikationsrunde; nicht ausgetragen

### Damendoppel
Die letzte Aktualisierung erfolgte nach den French Open 2025.
| Turnier                   | 2011             | 2012             | 2013             | 2014             | 2015             | 2016             | 2017             | 2018             | 2019             | 2020              | 2021              | 2022              | 2023      | 2024      | 2025      | T / T      | S/N        | Sieg%      |
| ------------------------- | ---------------- | ---------------- | ---------------- | ---------------- | ---------------- | ---------------- | ---------------- | ---------------- | ---------------- | ----------------- | ----------------- | ----------------- | --------- | --------- | --------- | ---------- | ---------- | ---------- |
| Australian Open           | –                | –                | –                | –                | –                | –                | 1                | 1                | AF               | 2                 | –                 | –                 | 2         | AF        | S         | 1 / 7      | 12:6       | 67 %       |
| French Open               | –                | –                | –                | –                | –                | –                | 1                | 2                | 1                | –                 | –                 | HF                | F         | –         | VF        | 0 / 6      | 13:6       | 68 %       |
| Wimbledon                 | –                | –                | –                | –                | –                | Q2               | 1                | –                | 1                | n. a.             | –                 | –                 | 2         | S         | HF        | 1 / 5      | 11:4       | 73 %       |
| US Open                   | AF               | –                | 1                | 1                | 2                | VF               | 1                | 1                | 2                | HF                | –                 | F                 | VF        | HF        |           | 0 / 12     | 21:12      | 64 %       |
| WTA Finals                | –                | –                | –                | –                | –                | –                | –                | –                | –                | n. a.             | –                 | –                 | –         | F         |           | 0 / 1      | 4:1        | 80 %       |
| Dubai                     | –                | andere Kategorie | andere Kategorie | andere Kategorie | –                | a. K.            | –                | a. K.            | –                | a. K.             | –                 | a. K.             | –         | –         | S         | 1 / 1      | 3:0        | 100 %      |
| Indian Wells              | –                | –                | –                | –                | AF               | –                | –                | –                | –                | n. a.             | –                 | –                 | AF        | VF        | HF        | 0 / 4      | 7:3        | 70 %       |
| Miami                     | –                | –                | –                | –                | –                | –                | 1                | –                | –                | n. a.             | –                 | –                 | F         | 1         | HF        | 0 / 4      | 7:4        | 64 %       |
| Madrid                    | –                | –                | –                | –                | –                | –                | –                | –                | –                | n. a.             | –                 | –                 | HF        | VF        | –         | 0 / 2      | 5:2        | 71 %       |
| Rom                       | –                | –                | –                | –                | –                | –                | –                | –                | –                | –                 | –                 | –                 | –         | VF        | –         | 0 / 1      | 2:1        | 67 %       |
| Kanada                    | –                | –                | –                | –                | –                | –                | –                | –                | –                | n. a.             | –                 | –                 | –         | AF        |           | 0 / 1      | 1:1        | 50 %       |
| Cincinnati                | –                | –                | –                | AF               | –                | –                | –                | –                | –                | AF                | –                 | 1                 | S         | VF        |           | 1 / 5      | 8:4        | 67 %       |
| Guadalajara               | n. a. bzw. a. K. | n. a. bzw. a. K. | n. a. bzw. a. K. | n. a. bzw. a. K. | n. a. bzw. a. K. | n. a. bzw. a. K. | n. a. bzw. a. K. | n. a. bzw. a. K. | n. a. bzw. a. K. | n. a. bzw. a. K.  | n. a. bzw. a. K.  | –                 | VF        | a. K.     | a. K.     | 0 / 1      | 1:1        | 50 %       |
| Peking                    | –                | –                | –                | –                | –                | –                | –                | –                | –                | nicht ausgetragen | nicht ausgetragen | nicht ausgetragen | –         | 1         |           | 0 / 1      | 0:1        | 0 %        |
| Billie Jean King Cup      | –                | –                | –                | –                | PO               | –                | –                | –                | –                | –                 | –                 | RR                | RR        | 1         |           | 0 / 4      | 4:2        | 67 %       |
| Statistik                 | Statistik        | Statistik        | Statistik        | Statistik        | Statistik        | Statistik        | Statistik        | Statistik        | Statistik        | Statistik         | Statistik         | Statistik         | Statistik | Statistik | Statistik | S/N        | S/N        | Sieg%      |
| Gewonnene Titel           | 0                | 0                | 0                | 3                | 1                | 8                | 3                | 1                | 2                | 2                 | 0                 | 0                 | 3         | 3         | 2         | Gesamt: 28 | Gesamt: 28 | Gesamt: 28 |
| Gesamt-Siege/-Niederlagen | 5:4              | 2:1              | 10:7             | 15:4             | 13:7             | 50:12            | 21:14            | 11:5             | 21:7             | 13:3              | 0:0               | 11:5              | 34:10     | 30:13     | 18:4      | 254:96     | 254:96     | 73 %       |
| Jahresendposition         | 234              | 546              | 190              | 156              | 124              | 73               | 150              | 153              | 89               | 67                | 134               | 33                | 7         | 5         |           | N/A        | N/A        | N/A        |

Zeichenerklärung: S = Turniersieg; F, HF, VF, AF = Einzug ins Finale / Halbfinale / Viertelfinale / Achtelfinale; 1, 2, 3 = Ausscheiden in der 1. / 2. / 3. Hauptrunde; KF (kleines Finale) = unterlegen im Spiel um Platz drei; RR = Round Robin (Gruppenphase); n. a. = nicht ausgetragen; a. K. = andere Kategorie; PO (Play-off) = Auf- und Abstiegsrunde im Billie Jean King Cup; K1, K2, K3 = Teilnahme in der Kontinentalgruppe I, II, III im Billie Jean King Cup.
Anmerkung: Diese Statistik berücksichtigt alle Ergebnisse im Einzel bei ITF- und WTA-Turnieren. Als Quelle dient die ITF-Seite der Spielerin. Dargestellt sind nur WTA-Turniere der Kategorien Premier Mandatory und Premier 5 (2009–2020) bzw. die WTA-Turniere der Kategorie 1000 (seit 2021).

### Mixed
| Turnier         | 2011 | 2012 | 2013 | 2014 | 2015 | 2016 | 2017 | 2018 | 2019 | 2020 | 2021 | 2022 | 2023 | 2024 | 2025 | Karriere |
| --------------- | ---- | ---- | ---- | ---- | ---- | ---- | ---- | ---- | ---- | ---- | ---- | ---- | ---- | ---- | ---- | -------- |
| Australian Open | —    | —    | —    | —    | —    | —    | —    | —    | —    | —    | —    | —    | VF   | 1    | AF   | VF       |
| French Open     | —    | —    | —    | —    | —    | —    | —    | —    | —    |      | —    | —    | AF   | —    | F    | F        |
| Wimbledon       | —    | —    | —    | —    | —    | —    | —    | —    | —    |      | —    | —    | AF   | VF   | AF   | VF       |
| US Open         | 1    | —    | —    | HF   | AF   | 1    | —    | 1    | —    |      | —    | —    | HF   | F    |      | F        |

### Juniorinneneinzel
| Turnier         | 2011 | 2012 | 2013 | Karriere |
| --------------- | ---- | ---- | ---- | -------- |
| Australian Open | —    | S    | —    | S        |
| French Open     | —    | AF   | VF   | VF       |
| Wimbledon       | —    | AF   | F    | F        |
| US Open         | AF   | VF   | —    | VF       |

### Juniorinnendoppel
| Turnier         | 2011 | 2012 | Karriere |
| --------------- | ---- | ---- | -------- |
| Australian Open | —    | S    | S        |
| French Open     | —    | HF   | HF       |
| Wimbledon       | —    | S    | S        |
| US Open         | F    | S    | S        |